# Hans von Euler-Chelpin
Hans Karl August Simon von Euler-Chelpin (født 15. februar 1873 i Augsburg, Kongeriget Bayern, død 6. november 1964 i Stockholm, Sverige) var en tysk-svensk biokemiker, der i 1929 vandt Nobelprisen i kemi sammen med Arthur Harden for deres opdagelser af fermenteringen af sukker og fermenteringsenzymer.
von Euler-Chelpin var professor i generel og organisk kemi ved Stockholms Universitet fra 1906 til 1941 og leder af universitetets institut for organisk kemi fra 1938 til 1948. 
Under 1. verdenskrig gjorde han tjeneste som tysk officer, først i artilleriet og senere i flyvevåbnet.
Han var gift med botanikeren og geologen Astrid Cleve og far til Ulf von Euler, der fik Nobelprisen i fysiologi eller medicin i 1970.